# FIRE (コーヒー)
FIRE（ファイア）は、キリン（発売元はキリンビバレッジ）の缶コーヒーのブランド。1987年 - 1998年に製造されていた「JIVE」の後継商品として1999年より発売開始。「直火焙煎」が特徴で、パッケージには品名にちなんだ炎のマークが描かれている。2019年10月現在の通年の主力商品は「挽きたて微糖」と「ブラック」である。

## シェア
キリンの缶コーヒーのシェアは「JIVE」時代まで業界中位程度であったが、「FIRE」は発売当初からの効果的な広告戦略（TVCMソングにスティーヴィー・ワンダーの「フィール・ザ・ファイア」（To Feel the Fire）を起用した&8人の歌手（GACKT、五木ひろしなど）を使ってTo Feel the Fireを歌わせた&抽選で特別CD「Soul of Fire」をプレゼントした（後述）ことなど）と、本格製法を前面に打ち出した商品ラインナップでシェアを伸ばし、現在は「ジョージア」（日本コカ・コーラ）、「BOSS」（サントリーフーズ）に次ぐ3位グループにつけているとされる。

## 現在の商品ラインナップ
◇印はコーヒー飲料規格
缶
- 挽きたて微糖 - 2006年10月の発売から年次改良を行いながら10年以上にわたって継続発売しているロングセラーの製品となっている。小容量の155gも設定されている。
- ブラック
- 直火ブレンド
- 冴えわたるキリマン（自動販売機向け・一部店頭販売あり）
- エクストリームブレンド
- 贅沢デミタス（自動販売機向け）
- 直火アイスコーヒー（自動販売機向け、夏季限定）
- 贅沢カフェオレ◇
- カフェオレ◇ - 165g缶、イオンディライトが管理する自動販売機限定
- 満たされる ブラジルブレンド 微糖

ボトル缶
- コクと香りの挽きたて微糖
- ブラック 目覚めの深煎り
- 燻製ブラック

ペットボトル
- ワンデイ ブラック◇
- ワンデイ ラテ微糖◇
- ワンデイ 砂糖不使用ラテ◇
- 牛乳使用ラテ◇（自動販売機向け）

地域限定ロング缶
- 北海道限定ミルクテイスト◇ - 北海道のみの販売
- 関西限定香ばしミルクコーヒー◇ - 大阪府・京都府・兵庫県・奈良県・滋賀県・和歌山県のみの販売

紙パック
紙パックの販売は2011年頃から江崎グリコに委託している。
- ゴールドラッシュ 微糖
- ゴールドラッシュ ブラック
- ゴールドラッシュ カフェオレ

## ラインナップの歴史

### 1999 - 2000年 初代
- 深煎りレギュラー（シルバー缶）
- 深煎りコク・ダブル（ゴールド缶）
- 深煎りビター（ブルー缶）
- 深煎りオレ（ホワイト缶）

が第一弾として1999年秋に発売され、2000年に、
- 原種豆 ブラック（ブラック缶）

が追加された。

### 2001 - 2002年 2代目
第一弾として発売された4品が、
- 深煎り「香ばし」レギュラー（シルバー缶）
- 深煎り「コク」・ダブル（ゴールド缶）
- 深煎りビター・こだわりの味（ブルー缶）
- 深煎り「贅沢」オレ（ホワイト缶）

としてリニューアル。
- 原種豆 ブラック（ブラック缶）

はそのまま並行販売。
2001年に、
- SUPER FIRE ストーンウォッシュ（水色缶）
- アイスコーヒー

2002年に、
- FIRE HEART 戻り香焙煎（ホワイト&レッド缶）
- SUPER FIRE アイスコーヒー

の新商品が加わる。
また、2001年には、女性向けの、「FIRE CAFE」シリーズとして、変形ペットボトルを使用した2品種
- FIRE CAFE カフェラテ（白ボトル）
- FIRE CAFE カプチーノ（緑ボトル）

が発売されて、後に
- FIRE CAFE アイリッシュカフェ（赤ボトル）

も追加された。
他にも「FIRE HEART」シリーズで、ペットボトルの「戻り香オレ」・チルド製品の「FIRE ROYAL 戻り香焙煎」と次々に多くの新商品が発売され、一番大幅にラインナップが増えた時期だった。

### 2003年春 3代目
- ファイア クラシコ（ブラウン缶）
- バニラ ファイア（ホワイト缶）
- アイス ファイア（ブルー缶・アイスコーヒー）

発売。2代目ファイアも並行して販売された。CMには木村拓哉、CM曲にはGracie FieldsのSing as we goのオリジナルバージョンを起用。製造コスト削減のため今までのエンボス缶を取りやめて、普通の缶になったが、これにより売り上げが2代目よりも落ちこんだので、このシリーズは短命に終わった。
2004年6月 ホワイトコーヒー発売 大ヒット商品になったが2006年秋に製造を終了した。

### 2003年秋 - 2005年 4代目
- レギュラー（ブルー缶）
- デミタス（赤缶）
- ブルーマウンテン 加糖ブラック（緑缶）
- モカ・オレ（ホワイト缶）
- ブラック（ブラック缶）

それまでの製品を地域限定品を除きすべて製造中止にし、4代目の5品に一本化された（当時、地域限定品を除くと2代目・3代目ファイアを並行販売していたため、多くの商品が乱立気味になっていた。そこでいったん増えすぎた商品を整理する狙いもあったと思われる）。
コンセプトを「辛口珈琲」FIREとし、前回の失敗をもとに、エンボス缶を復活させる。ラインナップも大幅に変わり、最大のリニューアルとなった。しかし、その後大ヒット商品が出てしまったため（5代目参照）、新商品が一度も出なかった。ただし、シリーズとしては2005年まで細々と生産されていた。

### 2004年〜2005年 5代目
単独の新商品として、
- ゴールドラッシュ（ゴールド缶）

発売。非常に売れ、大ヒット商品になったため、しばらくの間新商品のパターンは、すべてゴールドラッシュのデザインに沿ったものだった。4代目は早くも新作ストップ。ゴールドラッシュのみ2008年まで生産された。発売当初はゴールドラッシュだけの単品だったが、シリーズ化され、
- アイスコーヒー
- 鍛造MASAMUNE（シルバー缶）
- 牛乳割り（ホワイト缶）
- 天然水ブラック（ブラック缶）

が増えた。その他の製品は2006年初めまで生産された。

### 2005年 - 2006年秋 6代目
- オンリーワン
- スカイマックス
- ブレンド オブ ファイア
- ミルク&ビーンズ
- カフェオレ
- スカイマックス ブラック微糖（アイスコーヒー）

「喫茶店品質シリーズ」4部作
- サイフォン式
- 粗挽き
- シアトルロースト
- モカ・ブラック

大幅リニューアルをし、「オンリーワン」と「スカイマックス」を2本柱として、他にも連続して次々と新作が出ていた。また、一時期「喫茶店品質シリーズ」という品質にこだわった樽型缶のプレミアムラインも出していた。「オンリーワン」が発売された直後に、4代目のファイアが消えて、2006年には5代目も消え、このシリーズに一本化した。また、CMソングもFIRE発売当時のもの（スティーヴィー・ワンダーの「To Feel The Fire」）を復活させるなど、宣伝にもかなり力が入っていたが、他社との明確な差別化が出来なかったこともあり短命に終わった。また2007年5月には、小岩井乳業が生産していた「オンリーワン」の一部ロットで乳酸菌混入による凝固が発生したと発表、自主回収した。

### 2006年 - 2009年 7代目
- 挽きたて工房
- 挽きたてブラック
- 挽きたて微糖
- 挽きたて炭焼き
- 挽きたて工房 贅沢ラテ
- 挽きたてカフェラテ
- コク樽
- 水出し珈琲
- アイスコーヒー<淹れたて瞬間冷却>
- ファイアブラック＜挽きたてダブルロースト＞
- 昭和喫茶
- スペシャル
- 挽きたて微糖＜アイスコーヒー＞
- カフェゼロ＜キリマンジャロ100%＞（砂糖ゼロ）
- カフェゼロプラス＜キリマンジャロ100%＞（砂糖ゼロ＋ミルク30%）
- ブラックカリビアーノ
- メンソール
- 挽きたてミルクテイスト（北海道限定）
- 関西限定ミルク珈琲（関西地区限定）
- アフリカン
- ジ・アロマ＜ラムの香り＞
- ブラック スペシャル
- デミタスショット
- クリアリッチ（糖類ゼロ）
- 手摘み完熟豆
- 手摘み完熟豆でつくったBLACK
- ブラック＜本日のコーヒー＞

2006年5月に発売した「挽きたて工房」の大ヒットにより、従来からあった商品もすべて「挽きたて」シリーズにリニューアルした。コーヒー豆を挽いてから24時間以内に抽出しているのが特徴で、缶のデザインもむき出しの金属にラベルを貼ったようなユニークなデザインである。2007年3月、挽きたて工房、挽きたてブラック、挽きたて微糖の三品が18時間以内抽出になった。同9月、挽きたて工房がリニューアルされ、同時に挽きたてカフェラテが発売された。さらに、2008年3月には「挽きたて微糖」の再リニューアル（香り向上）と「挽きたて工房」の後継製品にあたる「スペシャル」を発売した。
また、CMはキャラクターに大泉洋を起用し、CM曲に爆風スランプ「無理だ!〜YOU CAN NOT DO THAT〜」（作詞：爆風スランプ/作曲：はひふへほーじん）の替え歌「挽きたての歌」を使用するなど、インパクト重視となっている。
2008年5月、砂糖ゼロの「カフェゼロ<キリマンジャロ100%>」が新たに発売。CMキャラクターには黒人演歌歌手のジェロを起用。CMソングはジェロ自らが歌う「氷雨」（作詞・作曲：とまりれん）。同年7月にはミルク30%使用の「カフェゼロプラス」を発売したが、「カフェゼロプラス」は2008年12月で製造を終了。後述の「クリアリッチ」の発売に合わせ、「カフェゼロ<キリマンジャロ100%>」も2009年1月に製造を終了した。
2008年8月には北海道限定で発売されていた「ミルクテイスト（前身の「ジャイブ」からあるロングセラー製品）」を18時間以内抽出を採用して「挽きたてミルクテイスト」にリニューアル発売。翌月には関西地区で発売されている「ミルク珈琲」も18時間以内抽出の採用と隠し味として練乳を加えた「関西限定ミルク珈琲」にリニューアルされた。
2008年9月に「挽きたて微糖」と「スペシャル」をリニューアルすると共にアフリカ産豆を中心にブレンドした「アフリカン」を発売。CMキャラクターには福山雅治を起用し、CMソングとして新曲「明日の☆SHOW」を書き下ろた。なお、「アフリカン」は2009年4月で製造を終了している。
2009年1月には「糖類ゼロ」タイプ「クリアリッチ」を発売。同年3月には手摘み完熟豆を100%使用した「手摘み完熟豆」・「手摘み完熟豆でつくったBLACK」を発売。同年5月には大容量400gボトル缶のブラックコーヒー「ブラック＜本日のコーヒー＞」を発売。半年の間に2品のブラックコーヒーを発売した関係で「ブラック＜挽き立てダブルロースト＞」は2009年7月をもって製造終了。

### 2009年 - 2014年 8代目
- 挽き立て微糖
- 火の恵み
- ブラック<手摘み完熟豆>
- カフェゼロ（2代目）
- カフェオレ
- 目覚めのビター
- デミタスショット
- ブラック スペシャル
- 挽き立てミルクテイスト
- 関西限定ミルク珈琲
- ブラック ディープボディ
- 挽き立て微糖<アイスコーヒー>
- コーヒーゼリー
- SUGOUMA 香る珈琲
- SUGOUMA 深煎り微糖
- プレミアムブレンド 火の恵み
- ブラック
- 直火豆1.5倍珈琲
- スイートショット
- ビターショット
- 香る挽きたて
- ネオ 格別ブレンド
- ネオ 香るブラック
- ネオ やわらかラテ
- 北海道限定ミルクテイスト
- アイスコーヒー
- アイスオレ
- 飲むコーヒーゼリー
- うまいICE
- ネオ 牛乳100%のラテ
- 挽きたてブラック
- 直火オレ
- 燻~IBUSHI~
- モカブレンドの春
- 挽きたて逸品
- ネオ ミルク&シュガー
- ネオ ミルクオンリー
- 炭焼きアイス
- ネオ ストレート<ブラック・無糖>
- キリマン100
- ネオ スマートモーニング
- ネオ ザ・ブレンド
- ネオ ザ・ラテ
- 完熟100
- ネオ ザ・ブレンドHOT
- ネオ ザ・ラテHOT
- ホット専用 冬の珈琲

発売から10年目を迎え、全面刷新。「Deep Body製法」を採用。また、ロゴマークも新しくなったが、発売当初からの特徴だった炎のエンボス缶は、「スペシャル」を最後にいったん姿を消すこととなった。当初は18時間以内抽出の微糖タイプ「挽き立て微糖」と手摘み完熟豆を使用したブラックコーヒー「手摘み完熟豆でつくったBLACK」をリニューアルし（「手摘み完熟豆でつくったBLACK」はリニューアルにより「ブラック<手摘み完熟豆>」に改称）、レギュラータイプの「火の恵み」の3アイテムをそろえた。また、新しいイメージキャラクターに松井秀喜（ニューヨーク・ヤンキース→ロサンゼルス・エンゼルス）とゴジラを起用した。BGMも伊福部昭作曲の「ゴジラのテーマ」を使用。
2009年10月に糖類0でミルク入りの「カフェゼロ」（「クリアリッチ」の後継製品で、ミルクが入っていなかった7代目の「カフェゼロ＜キリマンジャロ100%＞」とは別物）と6代目にラインナップされていた「カフェオレ」が新たにラインナップされた。また、レギュラータイプの「火の恵み」に紙パック製品が追加されたため、これで紙パック製品のみ継続生産されていた「スペシャル」は生産をすべて終了した。また、「挽き立て炭焼き」、「クリアリッチ」、「挽き立てカフェオレ」、「手摘み完熟豆」も同じ時期（2009年9月）に生産を終了し、ラインナップの整理を行った。
2009年12月にはビターコーヒー「目覚めのビター」を発売した。
2010年1月には既存の「デミタスショット」、「ブラック スペシャル」および、北海道限定「挽き立てミルクテイスト」、関西地区限定「関西限定ミルク珈琲」にも「Deep Body製法」を採用しリニューアル（「挽き立てミルクテイスト」以外の製品は発売日を目処に自然切替）。これで、7代目を継続販売する製品は「ブラック 本日のコーヒー」のみとなった。
2010年3月にはロング缶の無糖ブラックコーヒー「ブラック ディープボディ」を追加。炎のエンボス缶が復活した（従来は190g前後のショート缶のみでの採用で、ロング缶での採用は初めてである）。2008年から毎年季節限定で発売されている「挽き立て微糖<アイスコーヒー>」にも「Deep Body製法」を採用し販売を再開した（なお、「挽きたて微糖<アイスコーヒー>」は2010年8月で生産終了）。
2010年5月には「ファイア」シリーズでは初となるコーヒーゼリー飲料「コーヒーゼリー」を発売した。
2010年7月（一部のコンビニエンスストアは同年6月29日より先行発売）には270mlの小型ペットボトル入りコーヒー「SUGOUMA（すごうま）」2種を発売した（後述の「ファイア ネオ」の発売に伴い、本製品は2011年3月で製造終了）。
2010年8月には既存の「挽きたて微糖」をリニューアル。原料のコーヒー豆を見直し、ブレンドする豆の種類も増やした。また、同日に「火の恵み」と「ブラック ディープボディ」の後継商品として、「プレミアムブレンド 火の恵み」と「ブラック」を発売。いずれも「挽きたて微糖」と同じく原料のコーヒー豆を見直すと共に、前者は190g前後のショート缶としては久々に炎のエンボス缶を採用。後者はグァテマラ産の最上級豆を51%使用。なお、「プレミアムブレンド 火の恵み」と「挽きたて微糖」のカートンには商品保護性を保ちながら薄型・軽量化された段ボール「Eカートン」が新たに採用された。
2010年10月には直火で仕上げたコーヒー豆を規格で定められている下限値（内容量100g中に生豆換算で5g以上）に対して1.5倍使用したデミタスタイプ「直火豆1.5倍珈琲」を発売。本製品発売に伴い、「デミタスショット」は生産を終了した。
2010年12月には糖類ゼロ設計の「スイートショット」を発売。2011年1月にはスタンダード缶コーヒー「ビターショット」を発売。「ビターショット」の発売に伴い、「目覚めのビター」は生産を終了した。
2011年3月には直火コーヒー豆から搾った直火コーヒーオイルを加えたレギュラータイプ「香る挽きたて」を発売（同時にレギュラータイプの「プレミアムブレンド 火の恵み」のラインナップを200ml紙パックのみに縮小）。なお、本製品の発売に伴い、イメージキャラクターは岡田准一となった。
2011年4月にはペットボトル入り「ファイア ネオ」3種類（東日本大震災の影響で当初の予定から4週間遅れての発売、「ネオ やわらかラテ」はコンビニエンスストア限定販売）と北海道限定販売の「挽きたてミルクテイスト」のリニューアル品である「北海道限定ミルクテイスト」を発売。同時期にラインナップの整理を行い、「コーヒーゼリー」と改良を受けずに最後まで販売されていた6代目からの継続商品「ブラック<本日のコーヒー>」の生産を終了した。
2011年5月には夏場向け製品として、加糖ブラックタイプの「アイスコーヒー」とミルク入り「アイスオレ」の2種類を発売（「ファイア ネオ」と同様に東日本大震災の影響で当初の予定から4週間遅れの発売、「アイスコーヒー」は2011年9月をもって生産終了）。主に自動販売機を中心に販売される。なお、「アイスコーヒー」は5代目以来の発売となる。
2011年6月には同年4月に生産を終了した「コーヒーゼリー」のゼリーの固さを見直した改良品「飲むコーヒーゼリー（前述の「アイスコーヒー」・「アイスオレ」同様に、自動販売機中心の展開）」と加糖ブラックタイプ「うまいICE」の2種類を発売（「うまいICE」は2011年9月、「飲むコーヒーゼリー」は2011年12月でそれぞれ製造終了）。同月にはペットボトル入り「ファイア ネオ」の新ラインナップとして、砂糖・甘味料不使用、ミルク分は牛乳のみを使用したノンスウート・ラテ「牛乳100%のラテ」を発売した。同時期に「スイートショット」の生産を終了した。
2011年9月には「ファイア ネオ」の3種類（格別ブレンド、薫るブラック、やわらかラテ）に「直火エスプレッソ」を新たにブレンドしリニューアルされた。なお、旧仕様のまま継続販売されていた「ネオ 牛乳100%のラテ」は同年11月で製造を終了した。また、「ネオ 薫るブラック」とコンビニエンスストア限定で販売されていた「ネオ やわらかラテ」は2012年1月で製造を終了したため、「ネオ 格別ブレンド」のみとなった。
2011年10月に主力製品の「挽きたて微糖」と「香る挽きたて」に「挽きたてストレート抽出」と「ダイヤカット缶」を採用しリニューアル。同時に「挽きたて」シリーズの新たなラインナップとして「挽きたてブラック（同年9月に生産を終了した「ブラック<手摘み完熟豆>」の後継製品）」とカフェオレ（コーヒー飲料規格）「直火オレ」を発売（「直火オレ」の発売に伴い、「カフェオレ」は200ml紙パックのみに縮小）。
2011年11月には冬限定のスタンダードタイプ「燻~IBUSHI~」を発売（2012年2月製造終了）。2012年初頭にブラックSPの出荷用パックが大幅変更。
2012年2月にはエチオピア産モカを51%使用した春限定スタンダードタイプ「モカブレンドの春」を発売（2012年4月製造終了）。同年3月には厳選した2種類の最上級豆を使用し、「挽きたてストレート抽出」を用いたスタンダードタイプ「挽きたて逸品」を発売。本品の発売に伴い、缶製品についてはCMキャラクターがくりぃむしちゅーの有田哲平となった（CMには相方・上田晋也もカメオ出演）。
2012年4月にはペットボトル入りコーヒー「ファイア ネオ」を刷新し、香料を不使用化。ラインナップは「直火エスプレッソ」をリニューアルした砂糖・ミルク入りのスタンダードタイプ「ミルク&シュガー」とミルク分は牛乳100%のみとし、砂糖・甘味料不使用のラテタイプ「ミルクオンリー」の2タイプを用意する。なお、「ネオ ミルクオンリー」は以前発売されていた「ネオ 牛乳100%のラテ」の実質的な後継商品である。また、ラインナップの刷新に伴って「ネオ 格別ブレンド」は生産を終了した。ネオのCMキャラクターは引き続き岡田准一が起用されているが、今回はさらにバナナマン、ナイツ、SHELLYが加わって「チーム・ネオ」が組まれ、デーブ・スペクター、ケーシー高峰、セルジオ越後がゲストとして起用されている。
さらに、夏場向けの製品として245gロング缶入りのアイスコーヒー「炭焼きアイス」を発売。併せて、2011年9月にいったん製造を終了していた「アイスオレ」を再発売した。同時期にラインナップの整理に伴って「香る挽きたて」の製造を終了した。
2012年5月にはペットボトル入りコーヒー「ファイア ネオ」の新ラインナップとして、香料不使用の500ml入り大容量ブラックコーヒー「ネオ ストレート<ブラック・無糖>」を発売。次いで、高級コーヒー豆キリマンジャロを100%使用したスタンダードタイプの缶コーヒー「キリマン100」を発売した。
2012年6月には「ファイア ネオ」のラインナップをさらに拡げ、コーヒーに「直火エスプレッソ」をブレンドするとともに、ミルクは牛乳だけを100%使用した製品「ネオ スマートモーニング」、砂糖・ミルク入りスタンダード「ネオ ザ・ブレンド」、ラテタイプ「ネオ ザ・ラテ」の3種類を発売。「ネオ ザ・ブレンド」と「ネオ ザ・ラテ」は自動販売機向けの製品で、ボトル形状は通常のスリム角型ではなく、円筒型になる。
2012年8月にはコロンビア ウィラ地区限定の手摘み完熟豆100%使用した秋向けスタンダードタイプ「完熟100」を発売した。
2012年10月に「ネオ ザ・ブレンド」と「ネオ ザ・ラテ」のホット仕様「ネオ ザ・ブレンドHOT」と「ネオ ザ・ラテHOT」を発売（2013年3月製造終了）、同時期（2012年9月）にラインナップの整理を行い、「ネオ ミルク&シュガー」・「ネオ ミルクオンリー」・「ネオ スマートモーニング」・「炭焼きアイス」・「アイスオレ」・「キリマン100」の製造を終了した。同年11月には「焦がし焙煎」を採用したホット専用のスタンダードタイプ「ホット専用 冬の珈琲」を発売した。

### 2012年 - 2017年 9代目
- ゴールド〜黄金比ロースト〜
- 挽きたて微糖
- ブラック〜香ばし直火仕上げ〜
- ミスタースモーキー〜燻製珈琲〜
- デミタス〜直火ロースト〜
- ビタービター
- 燻製珈琲ブラック
- キリマンブルー
- アイスオレ 微糖
- カフェデリ ビターキャラメル・ラテ
- カフェデリ サニーオレンジ・ラテ
- カフェデリ ミルクキャラメル・ラテ
- カフェデリ ホットミルクキャラメル・ラテ
- カフェデリ フォーミーショコラ・ラテ
- カフェデリ ダブルキャラメル・ラテ
- カフェデリ クリーミー宇治抹茶・ラテ
- カフェデリ トロピカルマンゴー・ラテ
- カフェデリ ほのかにキャラメル香る大人のラテ

「直火仕上げ」が改良され、火力アップや仕上げ時間を延長した「新・直火仕上げ」を採用。2012年10月に微糖タイプの「挽きたて微糖」をリニューアルすると同時に、スタンダードタイプの「ゴールド〜黄金比ロースト〜」、無糖ブラックタイプの「ブラック〜香ばし直火仕上げ〜」、スタンダードタイプの「ミスタースモーキー〜燻製珈琲〜」の3種類を発売した。発売を機にCMキャラクターに江口洋介を起用した。なお、新製品の発売に伴い、「挽きたて逸品」と「挽きたてブラック」の製造を終了した。
2012年12月には、デミタスタイプ「デミタス〜直火ロースト〜」を発売。同時期にラインナップの整理を行い、「ネオ ストレート<ブラック・無糖>」、「完熟100」の製造を終了した。翌月にはカカオを加えたビタータイプの「ビタービター」を発売。2か月連続で新製品を発売した関係で、「直火豆1.5倍珈琲」と「ビターショット」の製造を終了した。
2013年3月には大容量ボトル缶入りブラックコーヒー「燻製珈琲ブラック」を発売。本製品のコーヒー豆の一部は同年2月に立ち上げた「ファイア コーヒーファームプロジェクト」の一環として、ブラジルのパートナー農園から収穫されたものを使用している。なお、本製品の発売と入れ替えで冬季限定品「ホット専用 冬の珈琲」の製造を終了した。
同年4月にはキリマンジャロを100%使用し、コーヒー生豆の薄皮を氷で磨いて削り取る「アイスクリア製法」を採用したスタンダードタイプ「キリマンブルー」と2011年から夏季に発売されている「アイスオレ」を改良した「アイスオレ 微糖」を発売。微糖タイプとなり、内容量を280gに増量した。
同年8月には新たなラインナップとして、ペットボトル入りの新ラインとなる「カフェデリ」シリーズを発売。ラインナップは手売り用と自動販売機用に分かれており、手売り用はキャラメルラテ「ビターキャラメル・ラテ」と季節のフレーバー「サニーオレンジ・ラテ」の2種類。自動販売機用はキャラメルラテのみのラインナップで、「ミルクキャラメル・ラテ」と同製品のホット専用品「ホットミルクキャラメル・ラテ」の計4種類をラインナップする。
その後、同年9月から10月にかけ、製品の集約や後述の10代目の発売に伴うラインナップの整理が行われ、同年9月に「アイスオレ 微糖」、「ミスタースモーキー 〜燻製珈琲〜」、「ビタービター」及び先代からの継続販売品だった「カフェゼロ」とロング缶の「ブラック」の5品目の製造を終了し、翌月には先代からの継続販売品だった「ネオ ザ・ブレンド」、「ネオ ザ・ラテ」、「直火オレ」、ボトル缶入りの「ブラック スペシャル」及び「ゴールド 〜黄金比ロースト〜」、「ブラック 〜香ばし直火仕上げ〜」の6品目の製造を終了。これにより、2011年4月に登場したペットボトル入りの「ファイア ネオ」シリーズは全製品が製造終了となり、前述の「ファイア カフェデリ」シリーズへ引き継がれた。
同年12月には「ファイア カフェデリ」シリーズに、「フォームドミルク（蒸気で泡立てた状態のミルクのこと）」をボトルを振ると泡立つ技術の採用により再現化した「フォーミーショコラ・ラテ」を発売した（2014年7月製造終了）。
2014年3月には「ファイア カフェデリ」の「ビターキャラメル・ラテ」をリニューアルし、「ダブルキャラメル・ラテ」と、ブランド初の抹茶ラテ「クリーミー宇治抹茶・ラテ」を発売。本品の発売に伴い、「サニーオレンジ・ラテ」は2014年2月をもって製造を終了、「ビターキャラメル・ラテ」も同年4月をもって製造を終了した。
同年6月には「ファイア カフェデリ」に、ブランド初の果汁入り（果汁10%未満）ラテ「トロピカルマンゴー・ラテ」を発売した（「トロピカルマンゴー・ラテは同年8月製造終了）。遅れて、「クリーミー宇治抹茶・ラテ」には自動販売機向けに265mlペットボトルを追加発売。同年秋にはホット専用の「ほのかにキャラメル香る大人のラテ」を発売した。

### 2013年 -  10代目
- 挽きたて微糖
- アンティオキア
- ブラック リラクシング
- ブラック 新豆挽きたて
- カフェオレ
- Qグレード認証豆ブラック
- キリマンブルー
- ゴールドラッシュ 微糖
- ゴールドラッシュ ブラック
- ゴールドラッシュ カフェオレ
- グレードビーンズ 〜モンテ・アレグレ農園〜
- 北海道限定ミルクテイスト

9代目までの特徴的な製法だった「直火仕上げ」から「直火焙煎」に製法を刷新。さらに、新たに発売した製品には「挽きたて微糖」で採用している「挽きたて18時間以内抽出」も採用された。7代目に誕生し、現行ラインナップの主力製品となった「挽きたて微糖」はリニューアルを行い、使用するコーヒー豆をブラジル スル・デ・ミナス地域限定の新豆100%に変更。併せて、コロンビア アンティオキア地域限定を中心としたアラビカ種の新豆を100%使用したレギュラータイプ「アンティオキア」、「ブラック スペシャル」の後継製品として、ブラジル産アラビカ種100%の新豆を使用したボトル缶入りブラックコーヒー「ブラック リラクシング」、「ブラック 〜香ばし直火仕上げ〜」の後継製品としてグァテマラ オリエンテ地域限定の新豆を51%使用した「ブラック 新豆挽きたて」を発売するとともに、200ml紙パックのみとなっていた「カフェオレ」はブラジル セラード地域限定の新豆を60%使用した「直火オレ」後継の新仕様の製品として、2年ぶりに缶（185g）が復活した。
2013年11月には、「Qグレード認証豆」を使用し、香料不使用としたブラックコーヒー「Qグレード認証豆ブラック」を発売した。
2014年2月には、「挽きたて微糖」・「アンティオキア」・「ブラック リラクシング」・「ブラック 新豆挽きたて」・「カフェオレ」の5種類が期間限定で「サッカー日本代表応援缶」に切り替えとなり（一部店舗・地域を除く）、アルベルト・ザッケローニ監督が出演する特別版のTVCMも制作された。同年3月には「キリマンブルー」をリニューアル発売。キリマンジャロの中でも北部地域に産地を限定して100%新豆に切り替えた。また、発売当初は前述の5種類同様、「サッカー日本代表応援缶」仕様となる。
同年4月には紙パック製品の新シリーズ「ゴールドラッシュ」3種類（微糖・ブラック・カフェオレ）を発売。本製品の発売に伴い、長らく発売していた200ml紙パック製品（「プレミアムブレンド 火の恵み」・「カフェオレ」）は同年3月をもって生産を終了した。
同年5月には、モンテ・アレグレ農園産のコーヒー豆を100%使用し、同農園と豆選びから焙煎方法まで共同開発したデミタスサイズのレギュラータイプ「グレートビーンズ 〜モンテ・アレグレ農園〜」を発売。本製品の発売に伴って先代から継続販売していた「デミタス〜直火ロースト〜」の生産を終了。これにより、9代目製品は「燻製珈琲ブラック」と「カフェデリ」シリーズのみの展開となった。
同年6月には、北海道限定で発売されているロング缶製品「北海道限定ミルクテイスト」をリニューアル発売。これまで使用していた北海道産牛乳に加え、生クリームやてんさい糖も北海道産に限定。使用するコーヒー豆はアラビカ種コーヒー豆の新豆のみとした。なお、本製品が発売される北海道限定で専用のTVCMが制作され、新たに上杉周大を起用している。

### 2014年 - 2017年 11代目
- 挽きたて微糖
- スペシャルロースト
- 陽だまりのカフェオレ
- 新豆挽きたてブラック
- ブラック コクと余韻のリラクシング
- ダブルマウンテン
- ダブルマウンテンブラック
- 関西限定ミルクカフェオレ
- 挽きたて極微糖
- 朝の、ほろ苦。
- アイスオレ
- ミルクエスプレッソ
- ゴールデンブレイク
- ハワイアン<微糖>
- スーパーファイア スピードブレイク
- 贅沢カフェオレ
- 新豆100%ブラック<コロンビアブレンド>
- 新豆100%ブラック<キリマンジャロブレンド>
- 挽きたて微糖<深煎り>
- 黒珈琲ブラック
- 挽きたて工房
- スーパーファイア ブレッドアンドコーヒー

2014年10月に10代目製品の「挽きたて微糖」・「カフェオレ」・「ブラック 新豆挽きたて」・「ブラック リラクシング」および最後まで8代目を継続販売していた「関西限定ミルク珈琲」がリニューアルされた。11代目製品では、単一産地豆を100%使用し、香料無添加となった。微糖タイプの主力製品「挽きたて微糖」はブラジル セラード地区のベローゾ農園豆を100%使用（うち、51%はレインフォレスト・アライアンス認証豆を使用）。「カフェオレ」はモカ レケンプティ産の天日干しコーヒー豆を100%使用するとともに、ミルクを増量して「陽だまりのカフェオレ」に、ブラックコーヒーの「ブラック 新豆挽きたて」はコロンビア アンティオキア産豆を100%使用して「新豆挽きたてブラック」に、ボトル缶入りブラックコーヒーの「ブラック リラクシング」はコロンビア ウィラ産豆を100%使用するとともに、豆を増量して「ブラック コクと余韻のリラクシング」に、関西地区限定のロング缶「関西限定ミルク珈琲」はブラジル スル・デ・ミナス産の高級豆を100%使用して低温で抽出するとともに、牛乳・生クリーム・ミルクソースのミルク3素材を掛け合わせて「関西限定ミルクカフェオレ」にそれぞれ改名した。併せて、ブラジル セラード地区のセラ・ネグラ農園の完熟豆100%を使用したレギュラータイプ「スペシャルロースト」を発売。さらに、「ダブルマウンテン」シリーズを立ち上げ、ブラジル スル・デ・ミナス産の限定豆を100%使用したレギュラータイプ「ダブルマウンテン」とコロンビア ウィラ産豆を100%使用した無糖ブラック「ダブルマウンテンブラック」の2種類を発売した。「新豆挽きたてブラック」と「スペシャルロースト」は185g入りに加え、170g入りも設定される。翌月には、既存の「挽きたて微糖」と同じブラジル セラード地区のベローゾ農園豆を100%使用（うち、51%はレインフォレスト・アライアンス認証豆を使用）し、砂糖ゼロ、ミルクを控えめにしたボトル缶入りの超微糖タイプ「挽きたて極微糖」を追加発売した。
なお、リニューアルと新製品の発売を行った関係で、9 - 10代目にかけて発売されていた「キリマンブルー」と10代目製品「Qグレード認証豆ブラック」は同年9月に製造を終了。翌月には10代目製品「アンティオキア」も製造を終了した。
2015年3月にはスタンダードタイプ「朝の、ほろ苦。」を発売した。同時期に9代目製品「ファイア カフェデリ」のラインナップを整理し、ホット製品の「ほのかにキャラメル香る大人のラテ」および手売り用の「ダブルキャラメル・ラテ」と「クリーミー宇治抹茶・ラテ」の製造を終了。これにより、自動販売機向けの「ミルクキャラメル・ラテ」のみのラインナップとなった。
テレビCMは、モデルのジェラ・マリアーノと俳優の工藤阿須加を起用。CMソングは2014年10月当初は、スティービー・ワンダーの「To Feel The Fire」を再度使用していたが、2015年3月に、スティービーが16年ぶりにCMオリジナルの新曲「Taste Of Fire」を書き下ろし、新しいCMソングとして使用されている。また、スティービー自身がこの新曲を歌うバージョンのCMも放映されている。
同年4月に「ダブルマウンテン」をリニューアル。ブラジル産コーヒー豆とコロンビア産のコーヒー豆のブレンドに変更した。このリニューアルに伴い、「ダブルマウンテン ブラック」は製造終了となった。
同年5月には夏季向け製品の「アイスオレ」が280g入りで3年ぶりに発売され、翌週には浅煎り豆を35%使用して100%エスプレッソ抽出したレギュラータイプ「ミルクエスプレッソ」を発売した（なお、これら2製品は2015年8月をもって製造終了）。同年6月にはレギュラータイプ「ゴールデンブレイク」を発売した。
同年7月にはハワイ産コーヒー豆を10%使用した微糖コーヒー「ハワイアン<微糖>」を発売。なお、本製品の発売に合わせて、森永製菓が焼きチョコ「ベイク」の新ラインナップとして、「ハワイアン<微糖>」とのコラボレーション製品となる「ベイク<FIRE ハワイアンコーヒー>」が発売された。
同年9月には「挽きたて微糖」をリニューアル。焙煎方法を直火焙煎と石窯焙煎の掛け合わせに変更した（なお、香料も使用されるようになった）。また、サイズラインナップは従来からの155g、185gに加え、165gを追加して3サイズとなり、185gには自動販売機用が設定された。同時期にラインナップが整理され、「ハワイアン<微糖>」・「朝の、ほろにが。」・「ダブルマウンテン」・「新豆挽きたてブラック」・「陽だまりのカフェオレ」・「ブラック コクと余韻のリラクシング」の6品目の製造を終了し、「スペシャルロースト」は170gのみとなった。翌月にはカカオの苦みを加えた「スーパーファイア スピードブレイク」を新たに発売するとともに、「陽だまりのカフェオレ」の後継となるカフェオレ「贅沢カフェオレ」、「新豆挽きたてブラック」の後継となるブラックコーヒー「新豆100%ブラック」を発売し、「新豆100%ブラック」は165gと185gのショート缶は「キリマンジャロブレンド」、新設の275gボトル缶は「コロンビアブランド」と2種類の異なるブレンドを設定した。翌月にはボトル缶入りの微糖タイプ「挽きたて極微糖」の製造を終了した。
同年11月には焙煎麦芽を加えた大容量タイプのブラックボトル缶コーヒー「黒珈琲ブラック」と、同年9月にリニューアルした「挽きたて微糖」の使用する豆を深煎り高級豆ブレンドに変更した微糖ボトル缶コーヒー「挽きたて微糖<深煎り>」を発売。2種類とも、発売当初は映画『スター・ウォーズ フォースの覚醒』とタイアップしたデザイン缶を設定し、「黒珈琲ブラック」には5種類のデザイン、「挽きたて珈琲<深煎り>」には6種類のデザインがそれぞれ設定される。
2016年3月には、挽いてから18時間以内に抽出したレギュラータイプ「挽きたて工房」を発売。前述のとおり、2006年5月に7代目の製品として発売されたが、「スペシャル」へ移行のため2008年3月に製造を終了して以来、約8年ぶりに新規製品として再発売されることとなった。同時に、280g缶の夏向け製品「アイスオレ」をリニューアルして発売を再開した。同時期に「ゴールデンブレイク」の185g缶の製造を終了し、260gボトル缶のみの設定となった。同年5月には、2015年7月に発売した「ハワイアン<微糖>」をリニューアルして発売を再開。翌月には、難消化性デキストリン（食物繊維）を配合した機能性表示食品の大容量ボトル缶入りブラックコーヒー「スーパーファイア ブレッドアンドコーヒー」を発売した。
同年8月に「アイスオレ」の製造を終了し、翌月には「ハワイアン微糖」・「スーパーファイア スピードブレイク」・「贅沢カフェオレ」・「新豆100%ブラック キリマンジャロブレンド」・「新豆100%ブラック コロンビアブレンド」・「挽きたて工房」および170g缶のみ継続発売していた「スペシャルロースト」、10代目製品「グレードビーンズ 〜モンテ・アレグレ農園〜」の8品の製造を終了し、後述する12代目製品の発売に伴うラインナップの整理が行われた。これにより、10代目製品は紙パック製品の「ゴールドラッシュ」シリーズと北海道限定発売の「北海道限定ミルクテイスト」のみとなった。
2017年2月に「スーパーファイア ブレッドアンドコーヒー」の製造を終了したことで、11代目製品は「黒珈琲ブラック」と「関西限定ミルクコーヒー」の2種類のみとなった。

### 2016年 -  12代目
- エクストリームブレンド
- 挽きたて微糖
- ブラック
- カフェラテ
- ディープブレンド
- 香ばしブラック
- シャープネスブラック
- シャープネスブレンド
- 北海道限定ミルクテイスト
- 関西限定ミルクコーヒー
- クオリティロースト
- アイスコーヒー
- 香ばし微糖ラテ
- 贅沢ブレンド
- 贅沢カフェオレ
- 贅沢デミタス
- オリジナルロースト モカブレンド
- オリジナルロースト ブラジルブレンド 微糖
- まろやかカフェラテ
- 香るモカブレンド
- 燻製ブラック
- 冴えわたるキリマン
- コクと香りの挽きたて微糖
- ブラック 目覚めの深煎り
- くつろぎブレンド
- リフレッシュブラック
- カフェオレビター
- 香るモカブレンド微糖
- ワンデイ ブラック
- 牛乳使用ラテ
- ワンデイ ラテ微糖

2016年10月にフルリニューアルが行われ、「挽きたて微糖」をリニューアルし、新たに5品を発売した。12代目製品は「焦がし焼き豆」を新たにブレンドした。砂糖・ミルク入りのスタンダードタイプ「エクストリームブレンド」は「焦がし焼き豆」を15%、微糖タイプの「挽きたて微糖」とブラックコーヒー「ブラック」は「焦がし焼き豆」を10%、「カフェラテ」とデミタスタイプの「ディープブレンド」は「焦がし焼き豆」を35%、ボトル缶入りブラックコーヒー「香ばしブラック」は「焦がし焼き豆」を30%それぞれ使用している。また、炎のロゴを「ファイアブラッシュ」と呼ばれる新ロゴに刷新したほか、手売り用の全製品に鏡面加工を施し、歴代製品に採用されている「ダイヤカット缶」は185g缶に加え、「ディープブレンド」及び「エクストリームブレンド」・「挽きたて微糖」・「ブラック」に採用の165g缶にも採用した。また、ラインナップの整理も行われ、9代目から継続発売していた「燻製珈琲ブラック」、260gボトル缶のみ継続発売していた「ゴールデンブレイク」、「挽きたて微糖<深煎り>」のボトル缶3製品の製造を終了。これにより、9代目製品は小容量ペットボトル製品の「カフェデリ ミルクキャラメル・ラテ」を残すのみとなった。
翌月には、「冷水重ね焼き」を採用したボトル缶製品「シャープネス」を発売。400g入りの大容量ブラックコーヒー「シャープネスブラック」とスタンダードタイプの「シャープネスブレンド」の2種類をラインナップする。
2017年3月には、地域限定品の「北海道限定ミルクテイスト」と「関西限定ミルクカフェオレ」をリニューアル。「北海道限定ミルクテイスト」はパッケージリニューアルを行って「ファイアブラッシュ」入りのロゴに変更。「関西限定ミルクカフェオレ」は「焦がし焼き豆」を10%使用し、商品名を「関西限定ミルクコーヒー」に改名した。
翌月には、自動販売機専売のスタンダードタイプ「クオリティロースト」と、氷にぶつけて表皮を磨いたコーヒー豆を焼く「クラッシュロースト製法」を採用した「アイスコーヒー」を発売。「アイスコーヒー」は2011年5月に発売された9代目製品以来となる。
同年8月には、ボトル缶入り微糖タイプのカフェラテ「香ばし微糖ラテ」を発売し、ボトル缶入りブラックコーヒー「香ばしブラック」には、大容量サイズの400gを追加発売した。同時期のラインナップの整理が行われ、「アイスコーヒー」、「シャープネスブラック」および唯一の11代目製品であった「黒珈琲ブラック」の3品の製造を終了した。
同年10月にブランドの刷新が行われ、「挽きたて微糖」と「ブラック」をリニューアルするとともに、スタンダードタイプ「贅沢ブレンド」、コーヒー飲料規格のカフェオレ「贅沢カフェオレ」、デミタスタイプ「贅沢デミタス」、自動販売機専売の「オリジナルロースト モカブレンド」・「オリジナルロースト ブラジルブレンド 微糖」、ボトル缶入りカフェラテ「まろやかカフェラテ」の6品を発売。新製品の発売に伴って、「ディープブレンド」、「カフェラテ」、「クオリティロースト」および唯一残っていた9代目製品であった「カフェデリ ミルクキャラメル・ラテ」の5品は同年9月、「シャープネスブレンド」は同年10月に順次製造が終了され、「エクストリームブレンド」は185g（スチール缶仕様）のみに集約。これにより、「ファイア」のペットボトル製品が後述する「ワンデイ ブラック」が発売されるまでいったん廃止され、紙パック製品の「ゴールドラッシュ」シリーズ以外はすべて12代目製品となった。翌月には大容量ボトル缶では珍しいレギュラータイプ「香るモカブレンド」が発売された。
2018年3月には、大容量ボトル缶コーヒー「燻製ブラック」を発売。2013年3月に発売された「燻製珈琲ブラック」の実質的な後継製品で、燻製時間を約1.5倍に延ばしている。翌月にはショート缶のスタンダードタイプ「冴えわたるキリマン」を発売するとともに、「アイスコーヒー」はリニューアルの上再発売された（「アイスコーヒー」は同年8月製造終了）。
同年9月には、ボトル缶製品として「コクと香りの挽きたて微糖（自動販売機専売）」と「ブラック 目覚めの深煎り」を発売。同時期にラインナップの整理により、「香ばし微糖ラテ」、「贅沢ブレンド」、「ブラック」、「贅沢デミタス」が製造終了となり、「香ばしブラック」は400gのみに集約された。翌月には、「挽きたて微糖」と大容量ボトル缶の「香るモカブレンド」がリニューアルされて「香るモカブレンド」は微糖タイプとなったことで「香るモカブレンド微糖」へ改名。同時に、スタンダードタイプ「くつろぎブレンド」、ショート缶のブラック「リフレッシュブラック」、微糖タイプのカフェオレ（既存の「贅沢カフェオレ」とは異なり、コーヒー規格）「カフェオレビター」の3品も発売された。
2019年4月には600mlの大容量としたペットボトル入りブラックコーヒー「ワンデイ ブラック」を発売。本製品専用のTVCMが制作され、マツコ・デラックスが起用されていた。同日に自動販売機専売品の「アイスコーヒー」が販売を再開した（「アイスコーヒー」は2019年8月製造終了）。
同年9月には、自動販売機限専売品の「牛乳使用ラテ」が発売され、約2年ぶりに小型ペットボトル入りのラテの発売を再開し、遅れて2週間後に「贅沢デミタス」が約1年ぶりに再発売。再発売に際し、従来の「直火仕上げ」と比較してより高温の直火で仕上げる「新直火仕上げ製法」が採用され、パッケージデザインを赤から紫に変更。販売チャネルを「牛乳使用ラテ」と同じ自動販売機専売品となった。同時期にラインナップが一部整理され、「カフェオレビター」、ボトル缶入りの「まろやかカフェラテ」、「香ばしブラック」、「香るモカブレンド 微糖」、自動販売機専売品の「オリジナルロースト モカブレンド」、「オリジナルロースト ブラジルブレンド 微糖」の6品が製造終了となった。
2021年3月には、「ワンデイ」がシリーズ化され、微糖タイプの大容量カフェラテ「ワンデイ ラテ微糖」を発売した（なお、「ワンデイ ラテ微糖」の発売に伴い、既存の「ワンデイ ブラック」は右上に"600ml"の表記を加えるパッケージ変更が行われた）。
同年10月には「関西限定ミルクコーヒー」の一部製品において、製缶メーカーの工程において缶胴部の溶接不足により密封性が保たれておらず、内溶液が変質する恐れがあることが判明したため自主回収を発表。同年12月に出荷終了となった。
2022年4月には「ワンデイ ラテ微糖」をリニューアル。常温での飲用にも対応するため中身設計が変更された（「ワンデイ ブラック」も同年3月にパッケージデザインを変更(自然切替)）。同年5月には「ワンデイ ブラック」にEC限定のラベルレスが追加発売された（24本入りのケース販売のみで、ECサイト限定発売）。同年10月には「ワンデイ ブラック」をリニューアル。香りと後味を共に高め、中身設計が変更された（「ワンデイ ラテ微糖」は同年9月にパッケージデザインを変更(自然切替)）。

### 2019年 -  13代目
- 挽きたて微糖
- ブラック
- 直火ブレンド
- 贅沢カフェラテ
- 直火アイスコーヒー
- 冴えわたるキリマン
- 関西限定香ばしミルクコーヒー
- 満たされる ブラジルブレンド 微糖
- ワンデイ ブラック
- ワンデイ ラテ微糖
- ワンデイ 砂糖不使用ラテ
- アイスコーヒー

2019年10月に「挽きたて微糖」と「贅沢カフェラテ」をリニューアルし、「リフレッシュブラック」の後継製品となる「ブラック」、「くつろぎブレンド」の後継製品となるスタンダードコーヒー「直火ブレンド」の4品が発売された。先に発売された「贅沢デミタス」同様に「新直火仕上げ製法」を採用するとともに、パッケージデザインは正面に「ファイアブラッシュ」、側面に「FIRE」ロゴを大きく配したデザインに刷新され、発売20周年を迎えたのを機に、正面左上には"0"を「ファイアブラッシュ」で表した「20th」ロゴも表記された。TVCMには桐谷健太が起用された。
2020年3月に「冴えわたるキリマン」と自動販売機専売・期間限定品の「アイスコーヒー」をリニューアルし、「アイスコーヒー」は「直火アイスコーヒー」に改名。従来品よりも高温直火で仕上げたコーヒー豆を使用した。なお、「冴えわたるキリマン」は今回のリニューアルを機に自動販売機専売品へ移行となったが、一部店頭でも販売される（「直火アイスコーヒー」も同様に一部店頭でも販売される）。
2022年5月には「関西限定ミルクコーヒー」の後継製品として、「直火仕上げ製法」を採用した「関西限定香ばしミルクコーヒー」を関西地区限定で発売。同年10月にはリニューアル品以外では約3年ぶりの新たな缶製品となる「満たされる ブラジルブレンド 微糖」が発売された。
2023年4月に「挽きたて微糖」をリニューアル。味覚がブラッシュアップされ香りを向上。その1週間後には「ワンデイ ラテ微糖」も味覚を変更するリニューアルを行い、「ワンデイ」の3品目として、砂糖・甘味料不使用の甘くないラテ「ワンデイ 砂糖不使用ラテ」を発売（「ワンデイ ブラック」も同年3月にパッケージデザインを変更(自然切替)）。その翌月には「直火アイスコーヒー」を「アイスコーヒー」に改名の上でリニューアルし発売再開。他のショート缶と同じ185g入りのスチール缶に変更となった。

## SOUL of FIRE（CD）

### 解説
- スティーヴィー・ワンダーによる「フィール・ザ・ファイア」（To Feel the Fire）の、TVCMで用いられた8人の歌手による種々のヴァージョンを収録したCDである。缶コーヒーを購入、シールを集めることで応募でき、当選者に送付された。

### 収録曲
1. To Feel the Fire / Stevie Wonder
2. To Feel the Fire / 八代亜紀
3. To Feel the Fire / Gackt
4. To Feel the Fire / 井手麻理子
5. To Feel the Fire / 鈴木雅之
6. To Feel the Fire / 奥居香
7. To Feel the Fire / Tina
8. To Feel the Fire / 五木ひろし